# NGC 5851
NGC 5851 is een spiraalvormig sterrenstelsel in het sterrenbeeld Ossenhoeder. Het hemelobject werd op 26 mei 1791 ontdekt door de Duits-Britse astronoom William Herschel.

## Synoniemen
- UGC 9714
- MCG 2-38-44
- ZWG 77.8
- PGC 53965